# Cosimo Gamberucci

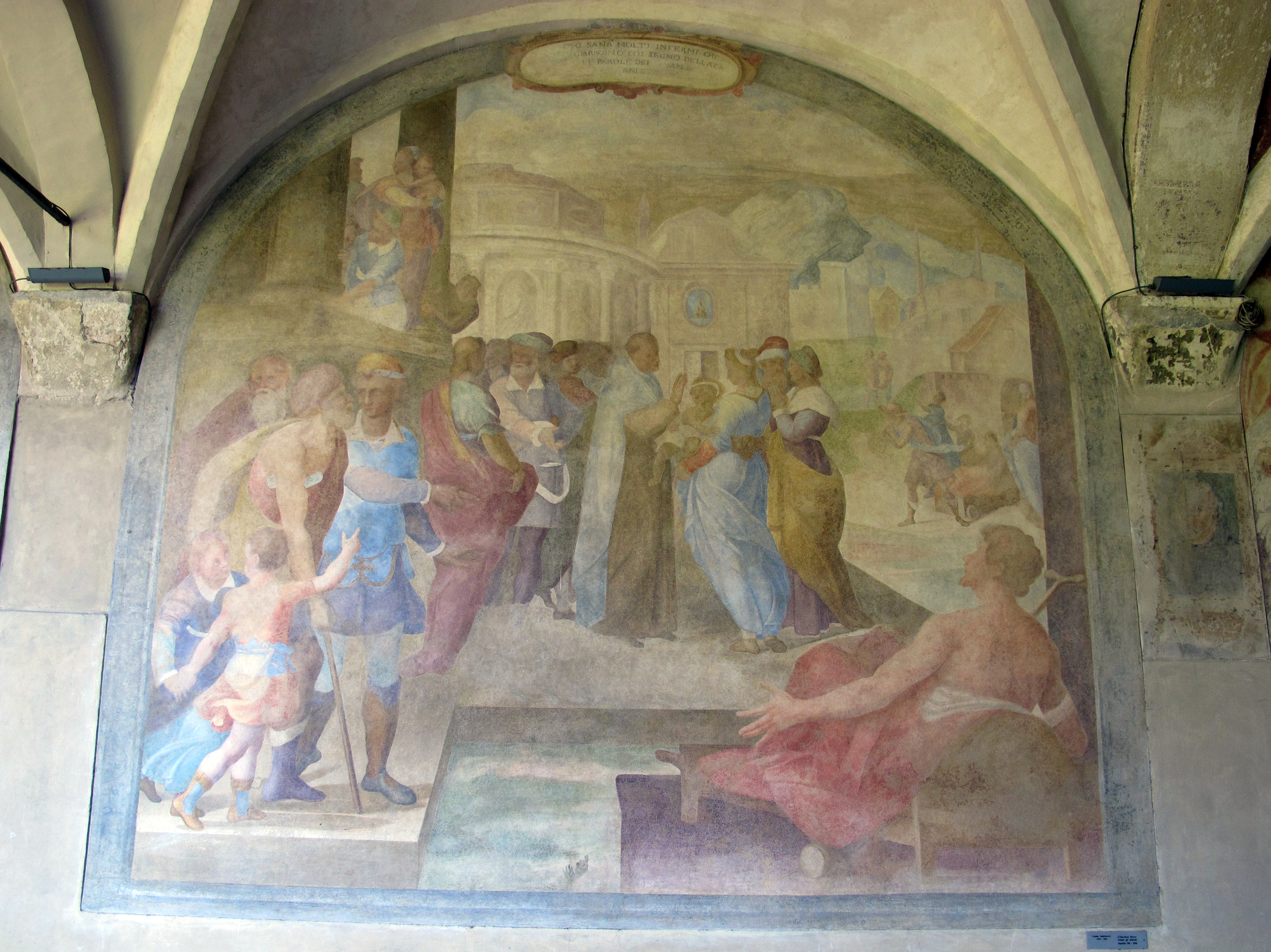
Chiostro grande di Santa Maria Novella, San Vincenzo Ferrer risana gli infermi (1580-1585)

Cosimo Gamberucci (Firenze, 8 gennaio 1562 – 24 dicembre 1621) è stato un pittore italiano.

## Biografia
Probabilmente allievo di Santi di Tito, venne immatricolato all'Accademia delle arti del disegno nel 1578. La sua attività data dal 1580 al 1620, anno in cui dipinse la Samaritana al pozzo per la stanza del lavabo del complesso di San Salvi.
Lavorò per molte chiese famose sia di Firenze che di altre città della Toscana: la certosa del Galluzzo, il Duomo di San Miniato, la basilica di Santa Maria Novella (nel chiostro Grande), il Duomo di Pisa ecc. Proprio a Pisa si trova il suo capolavoro Santa Chiara e i saraceni. Lavorò alla galleria di Casa Buonarroti e fu autore di numerose pale d'altare, tra cui spiccano un'Adorazione dei Magi (1595) nella chiesa di Santa Maria a Dicomano e un San Marziale più tardo nel Duomo di Colle di Val d'Elsa.
Nel 1606 compì un viaggio a Roma e a Napoli, ma il suo stile non ne apparve influenzato.
Fu un esponente del tardo manierismo fiorentino, caratterizzato da composizioni semplici e pacate.